# Hoa hậu Việt Nam 2018
Hoa hậu Việt Nam 2018 là cuộc thi Hoa hậu Việt Nam lần thứ 16 do báo Tiền Phong phối hợp cùng công ty Sen Vàng tổ chức với chủ đề "Ánh sáng". Đêm chung kết diễn ra vào ngày 16 tháng 9 năm 2018 tại Nhà thi đấu Phú Thọ, Quận 11, Thành phố Hồ Chí Minh. Cuối đêm chung kết, Hoa hậu Việt Nam 2016 Đỗ Mỹ Linh đến từ Hà Nội đã trao vương miện cho người kế nhiệm Trần Tiểu Vy đến từ Quảng Nam.
Năm nay sẽ là lần đầu tiên trong lịch sử cuộc thi, Hoa hậu và các Á hậu trở thành các đại diện của Việt Nam tham gia các đấu trường sắc đẹp quốc tế, bao gồm Hoa hậu Thế giới, Hoa hậu Hòa bình Quốc tế và Hoa hậu Quốc tế.

## Kết quả

### Thứ hạng
| Kết quả                                         | Thí sinh | Vị trí Quốc tế                                                                 |
| Hoa hậu Việt Nam 2018 (Miss World Vietnam 2018) | - 138 – Trần Tiểu Vy | - Top 30 – Hoa hậu Thế giới 2018                                               |
| Á hậu 1 (Miss Grand Vietnam 2018)               | - 486 – Bùi Phương Nga | - Top 10 – Hoa hậu Hòa bình Quốc tế 2018                                       |
| Á hậu 2 (Miss Intercontinental Vietnam 2019)    | - 457 – Nguyễn Thị Thúy An | - Tham dự – Hoa hậu Liên lục địa 2019                                          |
| Top 5                                           | - 052 – Nguyễn Thị Hồng Tuyết |                                                                                |
| Top 5                                           | - 068 – Nguyễn Thúc Thùy Tiên * | - Tham dự – Hoa hậu Quốc tế 2018 - Chiến thắng – Hoa hậu Hòa bình Quốc tế 2021 |
| Top 10                                          | - 031 – Huỳnh Phạm Thủy Tiên - 096 – Bùi Thị Yến Nhi - 169 – Nguyễn Hoàng Bảo Châu - 392 – Vũ Thị Tuyết Trang - 569 – Phạm Ngọc Linh |                                                                                |
| Top 15                                          | - 069 – Đinh Phương Mỹ Duyên - 127 – Phạm Ngọc Hà My - 146 – Lê Thanh Tú - 216 – Hà Lương Bảo Hằng - 356 – Hà Thanh Vân |                                                                                |
| Top 25                                          | - 008 – Trần Thị Ngọc Bích - 018 – Chu Thị Minh Trang - 088 – Nguyễn Thị Khánh Linh - 116 – Lê Thị Hà Thu Chiêu - 121 – Vũ Hoàng Thảo Vy - 256 – Nguyễn Hoài Phương Anh - 295 – Đặng Thị Trúc Mai - 322 – Lê Hoàng Bảo Trân - 400 – Vũ Hoàng Thảo Quyên - 462 – Vũ Hương Giang |                                                                                |

* Thí sinh được vào thẳng Top 5 do đoạt giải thưởng Người đẹp Nhân ái.

### Các giải thưởng phụ[3]
| Giải phụ                      | Họ tên                        |
| ----------------------------- | ----------------------------- |
| Người đẹp Áo dài              | - 146 – Lê Thanh Tú           |
| Người đẹp có gương mặt khả ái | - 052 – Nguyễn Thị Hồng Tuyết |
| Người đẹp có làn da đẹp nhất  | - 096 – Bùi Thị Yến Nhi       |

### Thứ tự công bố
| 1. Bùi Thị Yến Nhi 2. Nguyễn Thị Thúy An 3. Chu Thị Minh Trang 4. Nguyễn Thúc Thùy Tiên 5. Trần Tiểu Vy 6. Nguyễn Thị Hồng Tuyết 7. Lê Hoàng Bảo Trân 8. Nguyễn Thị Khánh Linh 9. Hà Lương Bảo Hằng 10. Lê Thanh Tú 11. Đặng Thị Trúc Mai 12. Phạm Ngọc Linh 13. Vũ Hoàng Thảo Quyên 14. Huỳnh Phạm Thủy Tiên 15. Hà Thanh Vân 16. Bùi Phương Nga 17. Vũ Hương Giang 18. Phạm Ngọc Hà My 19. Đinh Phương Mỹ Duyên 20. Vũ Hoàng Thảo Vy 21. Lê Thị Hà Thu Chiêu 22. Vũ Thị Tuyết Trang 23. Nguyễn Hoàng Bảo Châu 24. Nguyễn Hoài Phương Anh 25. Trần Thị Ngọc Bích | 1. Nguyễn Thị Hồng Tuyết 2. Bùi Thị Yến Nhi 3. Nguyễn Thị Thúy An 4. Hà Lương Bảo Hằng 5. Lê Thanh Tú 6. Phạm Ngọc Linh 7. Nguyễn Thúc Thùy Tiên 8. Huỳnh Phạm Thủy Tiên 9. Hà Thanh Vân 10. Bùi Phương Nga 11. Phạm Ngọc Hà My 12. Đinh Phương Mỹ Duyên 13. Vũ Thị Tuyết Trang 14. Nguyễn Hoàng Bảo Châu 15. Trần Tiểu Vy | 1. Nguyễn Thị Hồng Tuyết 2. Bùi Thị Yến Nhi 3. Nguyễn Thị Thúy An 4. Phạm Ngọc Linh 5. Nguyễn Thúc Thùy Tiên 6. Huỳnh Phạm Thủy Tiên 7. Bùi Phương Nga 8. Vũ Thị Tuyết Trang 9. Nguyễn Hoàng Bảo Châu 10. Trần Tiểu Vy | 1. Nguyễn Thúc Thùy Tiên 2. Nguyễn Thị Thúy An 3. Trần Tiểu Vy 4. Nguyễn Thị Hồng Tuyết 5. Bùi Phương Nga |

## Các phần thi phụ

### Người đẹp Thời trang[4]
| Kết quả     | Thí sinh                                                    |
| ----------- | ----------------------------------------------------------- |
| Chiến thắng | - 256 – Nguyễn Hoài Phương Anh                              |
| Top 3       | - 052 – Nguyễn Thị Hồng Tuyết - 068 – Nguyễn Thúc Thùy Tiên |

### Người đẹp Nhân ái[5]
068 – Nguyễn Thúc Thùy Tiên thắng Người đẹp Nhân ái vào thẳng Top 5, các thí sinh còn lại vào thẳng Top 25
| Kết quả     | Thí sinh                                                                                           |
| ----------- | -------------------------------------------------------------------------------------------------- |
| Chiến thắng | - 068 – Nguyễn Thúc Thùy Tiên                                                                      |
| Top 5       | - 018 – Chu Thị Minh Trang - 096 – Bùi Thị Yến Nhi - 138 – Trần Tiểu Vy - 457 – Nguyễn Thị Thúy An |

### Người đẹp Du lịch - Qua miền di sản[6]
| Kết quả     | Thí sinh                                      |
| ----------- | --------------------------------------------- |
| Chiến thắng | - 216 – Hà Lương Bảo Hằng                     |
| Top 3       | - 121 – Vũ Hoàng Thảo Vy - 356 – Hà Thanh Vân |

### Người đẹp Tài năng
| Kết quả     | Thí sinh |
| ----------- | --- |
| Chiến thắng | - 069 – Đinh Phương Mỹ Duyên |
| Top 3       | - 146 – Lê Thanh Tú - 267 – Dương Huyền Chân |
| Top 10      | - 052 – Nguyễn Thị Hồng Tuyết - 068 – Nguyễn Thúc Thùy Tiên - 116 – Lê Thị Hà Thu Chiêu - 169 – Nguyễn Hoàng Bảo Châu - 462 – Vũ Hương Giang - 486 – Bùi Phương Nga - 569 – Phạm Ngọc Linh |

### Người đẹp Biển[7]
| Kết quả     | Thí sinh                                       |
| ----------- | ---------------------------------------------- |
| Chiến thắng | - 169 – Nguyễn Hoàng Bảo Châu                  |
| Top 3       | - 138 – Trần Tiểu Vy - 295 – Đặng Thị Trúc Mai |

### Người đẹp Truyền thông
| Kết quả     | Thí sinh                                           |
| ----------- | -------------------------------------------------- |
| Chiến thắng | - 569 – Phạm Ngọc Linh                             |
| Top 3       | - 127 – Phạm Ngọc Hà My - 392 – Vũ Thị Tuyết Trang |

### Người đẹp Thể thao
| Kết quả     | Thí sinh                                           |
| ----------- | -------------------------------------------------- |
| Chiến thắng | - 031 – Huỳnh Phạm Thủy Tiên                       |
| Top 3       | - 116 – Lê Thị Hà Thu Chiêu - 486 – Bùi Phương Nga |

## Phần thi ứng xử

### Nguyễn Thúc Thùy Tiên
- Câu hỏi: "Bạn nghĩ có chỗ cho các hoa hậu và người đẹp trong việc thực hiện cuộc cách mạng 4.0 hay không?"
- Trả lời: "Theo em nghĩ, ở bất kì một thời đại nào, bất kì một xã hội nào, nếu như bản thân cố gắng hoàn thành tốt vai trò và nhiệm vụ của mình, thì đều là đóng góp có ích và to lớn cho xã hội đó. Cuộc cách mạng 4.0 hay ngành công nghiệp 4.0 đều không là ngoại lệ."

### Nguyễn Thị Thúy An
- Câu hỏi: "Người ta nhận xét rằng trong thời đại công nghệ ngày nay, con người có những mất mát về mặt tình cảm và ngày càng ít quan tâm đến nhau. Bạn có nghĩ gì cuộc sống này đến lúc không còn lòng nhân ái nữa không?"
- Trả lời: "Lòng nhân ái xuất phát từ trái tim, tấm lòng của con người. Theo em, lòng nhân ái sẽ không bao giờ kết thúc bởi vì đó là sự gắn kết từ tình yêu thương này đến tình yêu thương khác. Nó sẽ lan tỏa khắp muôn nơi, và ngọn lửa ấy thắp sáng cho các thế hệ tương lai, nên lòng nhân ái sẽ luôn đi theo mỗi con người chúng ta."

### Trần Tiểu Vy
- Câu hỏi: "Hãy tưởng tượng bay bổng một chút: bạn bỗng nhiên vượt thời gian và có mặt ở xã hội loài người 100 năm sau. Trước khi trở về với thực tại, bạn nói gì với các bạn trẻ ở thì tương lai ấy?"
- Trả lời: "Nếu như em có cơ hội, em sẽ nói với các bạn ở thế hệ mai sau rằng: Các bạn hãy tin vào ước mơ của chính mình, trau dồi kiến thức để thành công và nhờ chính sự thành công ấy mà bạn có thể giúp đỡ những người xung quanh, giúp cho xã hội trở nên tốt đẹp hơn."

### Nguyễn Thị Hồng Tuyết
- Câu hỏi: "Giả sử bạn là hoa hậu và một người nói với bạn rằng phải trả giá, đánh đổi mới có thể được trở thành hoa hậu. Bạn sẽ nói gì?"
- Trả lời: "Theo quan điểm của em, bất cứ sự thành công nào đều phải được đánh đổi, và sự đánh đổi ấy là tiêu cực hay tích cực đều tùy thuộc vào bản thân mỗi người. Đối với em, trở thành Hoa hậu mang nghĩa đánh đổi một cách tích cực, đó là chấp nhận đánh đổi một cuộc sống bình thường để nhận lại một cơ hội được cống hiến cho xã hội, đất nước và nhân loại."

### Bùi Phương Nga
- Câu hỏi: "Giả sử khi cuộc thi Hoa hậu Việt Nam 2018 đã kết thúc, bạn là thí sinh ra về tay trắng và được phỏng vấn bạn sẽ nói gì?"
- Trả lời: "Nếu phải ra về tay trắng, điều đầu tiên em sẽ gửi lời chúc mừng Tân Hoa hậu Việt Nam 2018, em hi vọng bạn ấy sẽ tỏa sáng và thực hiện tốt sứ mệnh của mình. Tuy nhiên, để đến được vị trí Top 5 như bây giờ, chúng em đã phải trải qua một quãng đường dài và cũng đã được học nhiều điều mới, có thêm nhiều bạn và mở ra nhiều cơ hội mới trong tương lai. Và em nghĩ, đây đã là sự chiến thắng đối với chính bản thân chúng em."

## Ban giám khảo
| Họ tên           | Danh hiệu, nghề nghiệp                                                                                         | Vai trò                  |
| ---------------- | --- | ------------------------ |
| Dương Trung Quốc | Nhà sử học | Trưởng ban giám khảo     |
| Trần Hữu Việt    | Ủy viên Ban chấp hành, Trưởng ban Nhà văn trẻ Hội Nhà văn Việt Nam, Trưởng ban Văn hóa – Văn nghệ báo Nhân Dân | Phó trưởng ban giám khảo |
| Hoàng Tử Hùng    | Giáo sư, tiến sĩ                                                                                               | Thành viên               |
| Lê Thanh Hòa     | Nhà thiết kế                                                                                                   | Thành viên               |
| Bùi Bích Phương  | Hoa hậu Hội Báo Tiền Phong 1988                                                                                | Thành viên               |
| Hà Kiều Anh      | Hoa hậu Toàn quốc Báo Tiền Phong 1992                                                                          | Thành viên               |
| Đỗ Mỹ Linh       | Hoa hậu Việt Nam 2016                                                                                          | Thành viên               |

## Các thí sinh tham gia cuộc thi

### Top 44 thí sinh chung kết
| STT | SBD | Họ tên                 | Năm sinh | Chiều cao | Quê quán              | Thành tích                                   |
| --- | --- | ---------------------- | -------- | --------- | --------------------- | -------------------------------------------- |
| 1   | 052 | Nguyễn Thị Hồng Tuyết  | 1994     | 1m67      | Thành phố Hồ Chí Minh | Top 5 Người đẹp có gương mặt khả ái          |
| 2   | 096 | Bùi Thị Yến Nhi        | 1997     | 1m68      | Đồng Tháp             | Top 10 Người đẹp có làn da đẹp nhất          |
| 3   | 322 | Lê Hoàng Bảo Trân      | 1999     | 1m69      | Thành phố Hồ Chí Minh | Top 25                                       |
| 4   | 305 | Phan Thị Diễm Trinh    | 1999     | 1m66      | An Giang              |                                              |
| 5   | 045 | Trịnh Thanh Châm       | 1998     | 1m68      | Nam Định              |                                              |
| 6   | 088 | Nguyễn Thị Khánh Linh  | 1997     | 1m67      | Hà Nội                | Top 25                                       |
| 7   | 378 | Nguyễn Thị Thu Tâm     | 2000     | 1m68      | Thành phố Hồ Chí Minh |                                              |
| 8   | 171 | Lâm Thị Bích Tuyền     | 1999     | 1m67      | An Giang              |                                              |
| 9   | 077 | Phan Cẩm Nhi           | 2000     | 1m68      | Đà Nẵng               |                                              |
| 10  | 457 | Nguyễn Thị Thúy An     | 1997     | 1m68      | Kiên Giang            | Á hậu 2                                      |
| 11  | 216 | Hà Lương Bảo Hằng      | 1997     | 1m68      | Đắk Lắk               | Top 15 Người đẹp Du lịch                     |
| 12  | 146 | Lê Thanh Tú            | 1996     | 1m68      | Hà Nội                | Top 15 Người đẹp Áo dài                      |
| 13  | 295 | Đặng Thị Trúc Mai      | 1998     | 1m69      | Bến Tre               | Top 25                                       |
| 14  | 018 | Chu Thị Minh Trang     | 1993     | 1m69      | Hải Phòng             | Top 25                                       |
| 15  | 569 | Phạm Ngọc Linh         | 1995     | 1m68      | Hà Nội                | Top 10 Người đẹp Truyền thông                |
| 16  | 151 | Nguyễn Thị Nhật Minh   | 1999     | 1m68      | Thành phố Hồ Chí Minh |                                              |
| 17  | 400 | Vũ Hoàng Thảo Quyên    | 1997     | 1m70      | Lâm Đồng              | Top 25                                       |
| 18  | 548 | Trần Ngọc Lâm          | 1996     | 1m68      | Yên Bái               |                                              |
| 19  | 068 | Nguyễn Thúc Thùy Tiên  | 1998     | 1m70      | Thành phố Hồ Chí Minh | Top 5 Người đẹp Nhân ái                      |
| 20  | 031 | Huỳnh Phạm Thủy Tiên   | 1998     | 1m70      | Thành phố Hồ Chí Minh | Top 10 Người đẹp Thể thao                    |
| 21  | 356 | Hà Thanh Vân           | 1993     | 1m70      | Cao Bằng              | Top 15                                       |
| 22  | 486 | Bùi Phương Nga         | 1998     | 1m72      | Hà Nội                | Á hậu 1                                      |
| 23  | 462 | Vũ Hương Giang         | 1995     | 1m72      | Hải Phòng             | Top 25                                       |
| 24  | 202 | Phạm Thị Luyến         | 1995     | 1m73      | Quảng Ninh            |                                              |
| 25  | 127 | Phạm Ngọc Hà My        | 1996     | 1m73      | Hà Nội                | Top 15                                       |
| 26  | 499 | Lê Đoàn Hạ My          | 1999     | 1m73      | Long An               |                                              |
| 27  | 069 | Đinh Phương Mỹ Duyên   | 1996     | 1m73      | Nghệ An               | Top 15 Người đẹp Tài năng                    |
| 28  | 182 | Phạm Thị Thu Hà        | 1997     | 1m74      | Thành phố Hồ Chí Minh |                                              |
| 29  | 245 | Vũ Thị Thanh Thanh     | 1997     | 1m70      | Phú Thọ               |                                              |
| 30  | 121 | Vũ Hoàng Thảo Vy       | 1996     | 1m70      | Đồng Nai              | Top 25                                       |
| 31  | 005 | Trương Thị Thanh Bình  | 1997     | 1m71      | Tiền Giang            |                                              |
| 32  | 116 | Lê Thị Hà Thu Chiêu    | 1998     | 1m71      | Lâm Đồng              | Top 25                                       |
| 33  | 335 | Phạm Thị Minh Châu     | 1996     | 1m71      | Hải Phòng             |                                              |
| 34  | 392 | Vũ Thị Tuyết Trang     | 1994     | 1m71      | Hà Nội                | Top 10                                       |
| 35  | 535 | Đinh Thị Triều Tiên    | 1998     | 1m72      | Phú Yên               |                                              |
| 36  | 232 | Hoàng Thị Bích Ngọc    | 1999     | 1m73      | Phú Thọ               |                                              |
| 37  | 169 | Nguyễn Hoàng Bảo Châu  | 2000     | 1m73      | Hà Nội                | Top 10 Người đẹp Biển                        |
| 38  | 138 | Trần Tiểu Vy           | 2000     | 1m74      | Quảng Nam             | Hoa hậu Việt Nam 2018                        |
| 39  | 118 | Nguyễn Phương Anh      | 1999     | 1m74      | Quảng Ninh            |                                              |
| 40  | 256 | Nguyễn Hoài Phương Anh | 1999     | 1m75      | Hà Nội                | Top 25 Người đẹp Thời trang                  |
| 41  | 278 | Lại Quỳnh Giang        | 1996     | 1m75      | Hà Nội                |                                              |
| 42  | 267 | Dương Huyền Chân       | 1999     | 1m75      | Cà Mau                |                                              |
| 43  | 008 | Trần Thị Ngọc Bích     | 1999     | 1m78      | Hà Tĩnh               | Top 25                                       |
| 44  | 382 | Lê Thị Mỹ Duyên        | 1998     | 1m74      | Thành phố Hồ Chí Minh | Rút lui trước đêm chung kết vì lý do cá nhân |

### Top 40 thí sinh chung khảo phía Bắc[8]
| STT | SBD | Họ tên                | Năm sinh | Chiều cao | Quê quán              | Ghi chú                                       |
| --- | --- | --------------------- | -------- | --------- | --------------------- | --------------------------------------------- |
| 1   | 225 | Phạm Ngọc Khánh Linh  | 2000     | 1m70      | Thành phố Hồ Chí Minh |                                               |
| 2   | 503 | Ngô Thị Cẩm Tú        | 1996     | 1m70      | Hà Nội                |                                               |
| 3   | 175 | Lê Thị Thu Huyền      | 1997     | 1m68      | Hải Phòng             |                                               |
| 4   | 026 | Ngô Thị Diệu Ngân     | 2000     | 1m66      | Nghệ An               |                                               |
| 5   | 215 | Trương Thị Tố Uyên    | 1996     | 1m65      | Thanh Hóa             |                                               |
| 6   | 158 | Nguyễn Thị Ngọc Nhung | 1998     | 1m68      | Bắc Giang             |                                               |
| 7   | 189 | Nguyễn Lan Hương      | 1999     | 1m66      | Quảng Ninh            |                                               |
| 8   | 048 | Phạm Thị Huyền Trang  | 1998     | 1m70      | Hà Tĩnh               |                                               |
| 9   | 057 | Trương Thủy Tiên      | 1997     | 1m70      | Hà Nội                |                                               |
| 10  | 408 | Vũ Thị Hiền           | 1995     | 1m71      | Thanh Hóa             |                                               |
| 11  | 426 | Trần Thị Hoàng Ngân   | 1998     | 1m68      | Hải Phòng             |                                               |
| 12  | 319 | Đỗ Linh Chi           | 1999     | 1m71      | Hà Nội                |                                               |
| 13  | 035 | Tạ Huyền My           | 1997     | 1m75      | Hà Nội                |                                               |
| 14  |     | Nguyễn Thị Ngọc Nữ    | 1994     | 1m66      | Nghệ An               | Rút lui trước đêm chung khảo vì lý do cá nhân |
| 15  | 603 | Công Lê Minh Hương    | 1996     |           |                       | Rút lui trước đêm chung khảo vì lý do cá nhân |

### Top 30 thí sinh chung khảo phía Nam[9]
| STT | SBD | Họ tên                | Năm sinh | Chiều cao | Quê quán              | Ghi chú |
| --- | --- | --------------------- | -------- | --------- | --------------------- | ------- |
| 1   | 419 | Lê Thị Bích Tuyền     | 1998     | 1m66      | Bến Tre               |         |
| 2   | 237 | Lê Thanh Thủy         | 1998     | 1m66      | Bến Tre               |         |
| 3   | 025 | Đinh Thị Quỳnh Giang  | 1997     | 1m68      | Bình Định             |         |
| 4   | 093 | Lương Yến Thanh       | 1993     | 1m66      | Thành phố Hồ Chí Minh |         |
| 5   | 477 | Nguyễn Thùy An        | 1995     | 1m72      | Tiền Giang            |         |
| 6   | 281 | Trương Nữ Thu Hiền    | 1997     | 1m66      | Đắk Lắk               |         |
| 7   | 249 | Đoàn Kỳ Duyên         | 1995     | 1m67      | Kiên Giang            |         |
| 8   | 208 | Nguyễn Thị Trúc Quỳnh | 1998     | 1m70      | Bà Rịa - Vũng Tàu     |         |
| 9   | 081 | Bùi Trần Minh Thy     | 1997     | 1m73      | Thành phố Hồ Chí Minh |         |
| 10  | 516 | Nguyễn Thị Hoài Linh  | 1998     | 1m72      | Gia Lai               |         |
| 11  | 072 | Nguyễn Thị Mai Ly     | 1994     | 1m71      | Bến Tre               |         |

## Thông tin thí sinh
- Trần Tiểu Vy: Top 30 Hoa hậu Thế giới 2018 cùng các giải phụ (Top 3 Hoa hậu Nhân ái, Top 30 Hoa hậu Tài năng, Top 32 Hoa hậu Siêu mẫu), góp mặt trong MV "Em không sai, chúng ta sai" của Erik, đại sứ Hoa hậu Thế giới Việt Nam 2019.
- Bùi Phương Nga: Top 10 Hoa hậu Hòa bình Quốc tế 2018 cùng các giải phụ (Miss Popular Vote, Top 12 Trang phục dân tộc đẹp nhất, Thí sinh ấn tượng nhất).
- Nguyễn Thị Thúy An: Tham gia Hoa khôi Hutech 2017 và đoạt giải phụ "Miss Thân thiện", Top 10 Hoa khôi Nam Bộ 2017, Đại diện Việt Nam tham gia Hoa hậu Quốc tế 2018 nhưng rút lui vì vấn đề sức khỏe, Đại diện Việt Nam tham gia Hoa hậu Liên lục địa 2019 nhưng không có thành tích gì.
- Nguyễn Thúc Thùy Tiên: Á khôi 1 Hoa khôi Nam Bộ 2017, đăng ký tham gia Hoa hậu Hoàn vũ Việt Nam 2017 nhưng rút lui trước vòng sơ khảo vì lý do cá nhân, Đại diện Việt Nam tham gia Hoa hậu Quốc tế 2018 nhưng không có thành tích gì, Đăng quang Hoa hậu Hòa bình Quốc tế 2021 cùng các giải phụ (Trình diễn áo tắm đẹp nhất do khán giả bình chọn, Top 5 Before Arrival, Top 12 Lottery Prize Event, Top 10 Trang phục dân tộc đẹp nhất), được Thủ tướng Phạm Minh Chính tặng bằng khen "Gương mặt trẻ tiêu biểu 2021", đại sứ Hoa hậu Quốc gia Việt Nam 2024.
- Nguyễn Thị Hồng Tuyết: Top 10 Hoa hậu Hòa bình Việt Nam 2022 cùng giải phụ (Top Bikini by Vera, Top 18 Người đẹp truyền cảm hứng, Top 18 We re Diamond by Diamond Fitness Center).
- Huỳnh Phạm Thủy Tiên: Hoa khôi Duyên dáng Ngoại thương 2018, Á hậu 2 Hoa hậu Hoàn vũ Việt Nam 2022 cùng giải phụ ("Đại sứ Du lịch", Top 10 "Trang phục truyền thống đẹp nhất"), Huấn luyện viên Hoa hậu Chuyển giới Việt Nam 2023, được mời làm đại diện Việt Nam tại Hoa hậu Sắc đẹp Quốc tế 2023 nhưng từ chối vì lý do cá nhân.
- Nguyễn Hoàng Bảo Châu: Hiện đang là biên tập viên tại Ban Thể thao, Đài Truyền hình Việt Nam.
- Nguyễn Thị Nhật Minh: Top 15 Duyên dáng Ngoại thương 2018.
- Tạ Huyền My: Top 5 Nữ sinh Duyên dáng Việt Nam 2016 cùng giải phụ Duyên dáng Áo dài, Top 15 Hoa hậu Thế giới Việt Nam 2019 cùng giải phụ Top 5 Người đẹp Nhân ái.
- Vũ Thị Tuyết Trang: Top 10 Nữ sinh Duyên dáng Việt Nam 2013, Top 15 Hoa hậu Hoàn vũ Việt Nam 2017.
- Lê Thanh Tú: Giải ba Miss Áo dài Nữ sinh Việt Nam 2015, Miss Hà Nội Photo Model 2015, Top 15 Hoa hậu Hoàn vũ Việt Nam 2017 cùng các giải phụ (Top 7 Best Body, Top 15 Người đẹp Tài năng), Top 10 Hoa hậu Thế giới Việt Nam 2019 cùng các giải phụ (Người đẹp Tài năng, Top 7 Vũ điệu Việt Nam), đăng quang Hoa khôi Golf Việt Nam 2022.
- Vũ Thị Thanh Thanh: Top 70 Hoa hậu Hoàn vũ Việt Nam 2017.
- Hà Lương Bảo Hằng: Á khôi 1 Duyên dáng Ngoại thương 2018.
- Đỗ Linh Chi: Top 38 Hoa hậu Thế giới Việt Nam 2022 cùng giải phụ Top 5 Người đẹp Nhân ái.
- Chu Thị Minh Trang: Top 20 Hoa hậu Bản sắc Việt Toàn cầu 2016, Top 45 Hoa hậu Hoàn vũ Việt Nam 2017 (Thắng thử thách "Tôi thanh lịch"), Top 45 Hoa hậu Hoàn vũ Việt Nam 2019.
- Trần Thị Ngọc Bích: Top 15 Hoa hậu Đại dương Việt Nam 2017.
- Vũ Hoàng Thảo Vy: Á quân 2 Vietnam's Fitness Model 2017, em gái của Top 30 Hoa hậu Việt Nam 2008, Nữ hoàng Sắc đẹp Quốc tế 2009 Vũ Thị Hoàng Điệp.
- Phạm Thị Thu Hà: Hoa khôi Sinh viên Việt Nam 2017, Top 45 Hoa hậu Hoàn vũ Việt Nam 2019.
- Phạm Ngọc Khánh Linh: Top 31 Hoa hậu Siêu quốc gia Việt Nam 2022, có chị gái là Phạm Thị Thùy Linh tham gia Hoa hậu Thế giới người Việt 2010 đoạt giải phụ Người đẹp Áo dài nhưng bị thu hồi loại khỏi cuộc thi do bị phát hiện đã can thiệp thẩm mỹ và đoạt Giải Bạc Siêu mẫu Việt Nam 2010 sau đó, đại diện Việt Nam tham gia Hoa hậu Du lịch Quốc tế 2016 nhưng không có thành tích gì, chị gái Phạm Ngọc Phương Linh đoạt Á khôi 2 Hoa khôi Áo dài Việt Nam 2016, đại diện Việt Nam dự thi Hoa hậu Quốc tế 2016 và đoạt giải phụ Đại sứ Du lịch Nhật Bản.
- Lâm Thị Bích Tuyền: Top 15 Hoa hậu Thế giới Việt Nam 2019 cùng giải phụ (Top 8 Người đẹp Truyền thông), Top 15 Hoa hậu Hoàn vũ Việt Nam 2019, Á hậu 3 Hoa hậu Hòa bình Việt Nam 2024 cùng giải phụ Best Introduction Video.
- Phan Cẩm Nhi: Top 15 Hoa hậu Thế giới Việt Nam 2019 cùng các giải phụ (Vũ điệu Việt Nam, Top 5 Người đẹp Tài năng), đăng ký tham gia Hoa hậu Việt Nam 2020 nhưng rút lui trước vòng sơ khảo.
- Ngô Thị Diệu Ngân: Quán quân Người đẹp Đền Cuông - Thanh niên thanh lịch 2017, Top 60 Hoa hậu Việt Nam 2020.
- Hoàng Thị Bích Ngọc: Á khôi 1 Hoa khôi Phụ nữ Việt Nam qua ảnh 2017, Top 25 Hoa hậu Thế giới Việt Nam 2019.
- Nguyễn Thị Khánh Linh: Top 10 Hoa khôi Du lịch Việt Nam 2020.
- Vũ Hương Giang: Hoa khôi Phụ nữ Việt Nam qua ảnh 2017.
- Lại Quỳnh Giang: Top 45 Hoa hậu Hoàn vũ Việt Nam 2017.
- Dương Huyền Chân: Giải nhì Người đẹp Du lịch Cần Thơ 2019, tham gia Hoa hậu Thế giới Việt Nam 2019 nhưng rút lui trước đêm chung khảo khu vực phía Nam vì lý do cá nhân.
- Lê Đoàn Hạ My: Top 10 Hoa khôi Sông Vàm 2022.
- Đinh Thị Triều Tiên: Á khôi 1 Nét đẹp Sinh viên Văn Hiến lần IV 2016, Giải nhì Duyên dáng Vịnh Xuân Dài 2017 cùng giải phụ "Áo dài truyền thống đẹp nhất", Á khôi 2 Hoa khôi Sinh viên Việt Nam 2017, Top 10 Miss Universe Vietnam 2024, Top 20 Hoa hậu Hoàn vũ Việt Nam 2025 cùng giải phụ (Top 6 Người đẹp Thời trang, Top 20 Người đẹp Bản lĩnh).

## Dự thi quốc tế
| Cuộc thi                      | Tên                   | Danh hiệu | Thứ hạng                 | Giải thưởng đặc biệt |
| ----------------------------- | --------------------- | --------- | ------------------------ | --- |
| Miss World 2018               | Trần Tiểu Vy          | Hoa hậu   | Top 30                   | 2nd Runner-up Beauty with a Purpose Top 30 Talent Top 32 Top Model                                                                                    |
| Miss Grand International 2018 | Bùi Phương Nga        | Á hậu 1   | Top 10                   | Top 10 Best National Costume Miss Popular Vote |
| Miss Intercontinental 2019    | Nguyễn Thị Thúy An    | Á hậu 2   | Không đạt giải           | Không |
| Miss International 2018       | Nguyễn Thúc Thùy Tiên | Top 5     | Không đạt giải           | Không |
| Miss Grand International 2021 | Nguyễn Thúc Thùy Tiên | Top 5     | Miss Grand International | Best in Swimsuit (Fan's vote) Top 5 Before Arrival Top 12 Lottery Prizes Event Miss Grand Pageant Insider's Choice Award Top 10 Best National Costume |